# Todd Ramsay
Todd Ramsay auch Todd C. Ramsay (* 30. Juli 1947 als Todd Clark Ramsay) ist ein US-amerikanischer Filmeditor, der in seiner knapp 40-jährigen Filmkarriere bei über 25 Produktionen für den Filmschnitt verantwortlich war. Darunter Klassiker des modernen US-amerikanischen Kinos wie Star Trek: Der Film, Die Klapperschlange, Das Ding aus einer anderen Welt, Black Moon oder Der Exorzist III.

## Leben und Karriere
Todd Ramsay arbeitete zu Beginn seiner Karriere als Assistent bei der MGM-Produktion Das gibt's nie wieder (1974), später auch bei der Paramount-Pictures-Produktion Eine Frau sieht rot (1976), und dem Independent Horror-Thriller Der Teufel auf Rädern (1977).
1979 vertraute ihm der Science-Fiction-Altmeister Robert Wise den Schnitt der aufwendigen Kinoproduktion Star Trek: Der Film an. Nach diesem Erfolg engagierte ihn der Regisseur John Carpenter für die beiden Kurt-Russell-Filme Die Klapperschlange und Das Ding aus einer anderen Welt.
Seit Mitte der 1980er Jahre montierte Ramsay als freischaffender Editor hauptsächlich Filmproduktionen aus dem Action-, Horror- und Science-Fiction-Film-Metier. Darunter Black Moon und Malone für Regisseur Harley Cokeliss. 1990 verpflichtete ihn William Peter Blatty für die Horrorfilm-Fortsetzung Der Exorzist III.
Zu Beginn der 2000er Jahre betreute er als Editor dann mehr und mehr unabhängige Filmproduktionen mit kleinerem Budget. Beim Rhode Island International Film Festival wurde er 2003 für den besten Schnitt mit dem Grand Prize für das Filmdrama Finding Home mit Lisa Brenner, Misha Collins, Geneviève Bujold und Louise Fletcher von Regisseur Lawrence David Foldes ausgezeichnet.
Während seiner Karriere als Editor arbeitete Ramsay unter anderem mit den Regisseuren Stephen Gyllenhaal, Ate de Jong, Jim Kouf, Hampton Fancher, Stephen Carpenter, Chris Iovenko und Giorgio Serafini zusammen.
Todd Ramsay lebt in Tujunga im US-amerikanischen Bundesstaat Kalifornien.

## Auszeichnungen
- 2003: Grand Prize in der Kategorie Best Editing beim Rhode Island International Film Festival für Finding Home

## Filmografie (Auswahl)
- 1979: Star Trek: Der Film (Star Trek: The Motion Picture)
- 1981: Die Klapperschlange (Escape from New York)
- 1982: Das Ding aus einer anderen Welt (The Thing)
- 1984: Cheerballs (Gimme an ‚F‘)
- 1985: In der Hitze von New York (Certain Fury)
- 1985: Def-Con 4 – Das letzte Kommando (Def-Con 4)
- 1986: Black Moon (Black Moon Rising)
- 1987: Malone
- 1990: Der Exorzist III (The Exorcist III)
- 1991: Highway zur Hölle (Highway to Hell)
- 1997: Gangland – Cops unter Beschuß (Gang Related)
- 1999: The Minus Man
- 2001: Roswell (Eine Episode)
- 2001: 100 Kilos
- 2001: Soul Survivors
- 2003: Finding Home
- 2003: Easy Six
- 2004: Murder-Set-Pieces
- 2005: Devour – Der schwarze Pfad (Devour)
- 2005: The Foreigner: Black Dawn (Black Dawn)
- 2007: Das Monster, das ich rief (The Haunting Hour: Don’t Think About It)
- 2008: Deathly Weapon (Pistol Whipped)
- 2010: Game of Death
- 2011: Wolf Town
- 2015: Any Day
- 2015: The Culling
- 2021: Uploaded